# Luciana Mello
Luciana Mello Rodrigues de Oliveira (São Paulo, 22 de janeiro de 1979) é uma cantora e compositora brasileira.

## Carreira

### 1986–98: Início e Balão Mágico
Luciana Mello é descendente de africanos e japoneses (a avó materna era originária do Japão). Começou a cantar aos cinco anos e gravou ao lado do pai, Jair Rodrigues, a canção O Filho do Seu Menino em 1984, composta pelo gaitista e produtor Rildo Hora. Em 1985, com o nome de Lu Rodrigues, faz uma participação junto com Fofão e grava a música "Olha pro Céu" que saiu no Lp "Disco do Fofão 2" (RGE) e mais tarde em 1986 a faixa foi incluída no Lp de coletânea infantil "Tevelândia" (Som Livre). Em 1986, Luciana, então com sete anos passou a integrar a última formação do grupo musical infantil Turma do Balão Mágico, ao lado de Simony, seu irmão Jairzinho e uma prima de Simony que também se chama Luciana, que durou apenas aquele ano.
Em 1989 fez um dueto, novamente com o pai, cantando no disco um pout-pourri de Dois na Bossa, gravada por Jair e Elis Regina na década de 1960. No mesmo ano, montou uma banda como irmão, Jair Oliveira, a qual também participava Cíntia Raquel e Vânia Estela, intitulada Jairzinho e a Patrulha do Barulho. Em 1995, aos 16 anos, gravou seu primeiro disco solo, Luciana Rodrigues, produzido por Iranfe Maciel e com participação de Emílio Santiago. Em 1999 Luciana iniciou sua trajetória na noite de São Paulo com o projeto Artistas Reunidos ao lado de Jair Oliveira, Daniel Carlomagno, Wilson Simoninha e Pedro Camargo Mariano. Este projeto rendeu um CD registrado ao vivo pela Trama.

### 2000–04: Carreira na música pop
Em 2000 Luciana gravou seu segundo trabalho, o álbum Assim que Se Faz, com a produção assinada por seu irmão, e com os sucessos Assim Que Se Faz e Simples Desejo. Em 2001 no dia 31 de dezembro, Luciana substituiu a cantora Cássia Eller após sua morte dois dias antes do show na Praça do Ó, na Barra da Tijuca, nos festejos do réveillon. Em 2002 assinou contrato com a Universal Music e lançou o CD Olha pra Mim, também produzido pelo irmão. Este disco traz, pela primeira vez, canções compostas por Luciana, sendo uma em parceria com Jair. Além disso, também conta com duas participações especiais: Ed Motta e Pedro Mariano. Em 2004 lança L.M., trazendo como maior sucesso "Só Vale com Você", dos singles "Sexo Amor e Traição" e "Da Cor do Pecado", trilhas sonoras do filme Sexo, Amor e Traição e da novela Da Cor do Pecado.

### 2005–presente: Redirecionamento para a MPB e samba
Em 2005, após o contrato com a Universal chegar ao fim, Luciana decidiu não renová-lo após discordâncias dos rumos de sua carreira, uma vez que a cantora não se sentia mais a vontade em continuar cantando música pop e R&B e pretendia redireciona-la para as raízes do samba e da MPB. Em 2007 Luciana lança seu quinto disco solo intitulado Nêga, gravado de forma independente pelo selo S de Samba, e mais uma vez com a produção de Jair Oliveira. O recém lançado álbum, além das músicas inéditas, possui regravações de “Galha do Cajueiro", de Tião Motorista; Lágrimas de Diamantes, de Paulinho Moska e O Samba me Cantou, de Jair Oliveira. Além disso, têm participações especiais de Gabriel, o Pensador, e Thalles Roberto, segunda voz da banda Jota Quest.
Em janeiro de 2010 Luciana Mello uniu-se a Jair Oliveira e juntos lançam o DVD/CD do projeto 'O Samba Me Cantou', gravado em fevereiro de 2009, no Auditório Ibirapuera, em São Paulo. Em 2017, seu álbum Na Luz do Samba foi indicado ao Grammy Latino de 2017 de Melhor Álbum de Samba/Pagode.

## Vida pessoal
Luciana é filha do cantor Jair Rodrigues e irmã do cantor Jair Oliveira. Luciana começou a namorar o fotógrafo Ike Levy em 2003, casando-se com ele em 2008. Têm uma filha chamada Nina e um filho chamado Tony.

## Discografia

### Álbuns de estúdio
| Álbum            | Detalhes                                                                                     | Vendas      |
| ---------------- | -------------------------------------------------------------------------------------------- | ----------- |
| Assim que Se Faz | - Lançamento: 31 de janeiro de 2000 - Formatos: CD - Gravadora: Trama                        | - : 200.000 |
| Olha pra Mim     | - Lançamento: 12 de março de 2002 - Formatos: CD - Gravadora: Universal                      | - : 70.000  |
| L.M.             | - Lançamento: 20 de abril de 2004 - Formatos: CD - Gravadora: Universal                      | - : 30.000  |
| Nêga             | - Lançamento: 21 de agosto de 2007 - Formatos: CD, download digital - Gravadora: S de Samba  | - : 15.000  |
| 6º Solo          | - Lançamento: 31 de julho de 2011 - Formatos: CD, download digital - Gravadora: S de Samba   | - : 5.000   |
| Na Luz do Samba  | - Lançamento: 7 de setembro de 2016 - Formatos: CD, download digital - Gravadora: S de Samba | - : 5.000   |

### Álbuns ao vivo
| Álbum             | Detalhes                                                                                      | Vendas                       |
| ----------------- | --------------------------------------------------------------------------------------------- | ---------------------------- |
| O Samba me Cantou | - Lançamento: 20 de setembro de 2010 - Formatos: CD, download digital - Gravadora: S de Samba | - : 5.000 (CD)/ 10.000 (DVD) |

### Extended plays(EPs)
| Álbum             | Detalhes                                                                       | Vendas     |
| ----------------- | ------------------------------------------------------------------------------ | ---------- |
| Luciana Rodrigues | - Lançamento: 1 de maio de 1995 - Formatos: CD, cassete - Gravadora: Movieplay | - : 20.000 |

### Coletâneas
| Álbum                     | Detalhes                                                            |
| ------------------------- | ------------------------------------------------------------------- |
| Artistas Reunidos         | - Lançamento: 18 de maio de 1999 - Formatos: CD - Gravadora: Trama  |
| Assim Que Se Faz: Remixes | - Lançamento: 12 de abril de 2002 - Formatos: CD - Gravadora: Trama |

### Singles
| Título                                                    | Ano  | Álbum                         |
| --------------------------------------------------------- | ---- | ----------------------------- |
| "Assim que Se Faz"                                        | 2000 | Assim que Se Faz              |
| "Simples Desejo"                                          | 2000 | Assim que Se Faz              |
| "Prazer e Luz"                                            | 2002 | Olha pra Mim                  |
| "Olha pra Mim"                                            | 2002 | Olha pra Mim                  |
| "Da Cor do Pecado"                                        | 2004 | L.M.                          |
| "Só Vale Com Você"                                        | 2004 | L.M.                          |
| "Sexo, Amor e Traição"                                    | 2004 | L.M.                          |
| "Na Veia da Nêga"                                         | 2007 | Nêga                          |
| "Borboletas"                                              | 2007 | Nêga                          |
| "Rosa"                                                    | 2010 | O Samba me Cantou             |
| "Tchau"                                                   | 2011 | 6.º Solo                      |
| "Samba Quebrado"                                          | 2011 | 6.º Solo                      |
| "Baby"                                                    | 2016 | Não adicionado à nenhum álbum |
| "Jóia Rara"                                               | 2016 | Na Luz do Samba               |
| "Natal Tropical" (part. Jair Oliveira e Wilson Simoninha) | 2017 | Não adicionado à nenhum álbum |

### Outras aparições
| Título                            | Ano  | Outro(s) artista(s)            | Álbum                                |
| --------------------------------- | ---- | ------------------------------ | ------------------------------------ |
| "As Rosas não Falam"              | 2001 | —                              | Um Barzinho, Um Violão - Ao Vivo     |
| "Se"                              | 2001 | —                              | Geração MPB                          |
| "O Mar Serenou"                   | 2001 | —                              | The Rough Guide To Samba             |
| "Nascente                         | 2001 | Roupa Nova                     | Ouro de Minas                        |
| "Calados"                         | 2002 | —                              | Brazilian Love Affair: Vol. 3        |
| "Boa Noite"                       | 2002 | Paulo Daflin                   | Um Barzinho, Um Violão - Ao Vivo 2   |
| "Quizumba"                        | 2002 | Luiz Melodia                   | Luiz Melodia Convida                 |
| "Quando Você Me Olha"             | 2003 | —                              | The Girls From Ipanema               |
| "Por Amor a Você"                 | 2003 | Pedro Mariano                  | Pure Brazil: Bossa4Two               |
| "Se Essa Rua"                     | 2004 | —                              | Meu Tio Matou um Cara                |
| "Grande Amor"                     | 2004 | —                              | Esmeralda                            |
| "Black is Beautiful"              | 2004 | Sandra de Sá e Alcione         | Música Preta Brasileira              |
| "Cai Dentro"                      | 2005 | Pedro Mariano                  | Pedro Mariano Ao Vivo                |
| "Only You"                        | 2006 | —                              | Cidadão Brasileiro                   |
| "Luiza"                           | 2006 | —                              | Casa da Bossa: Homenagem a Tom Jobim |
| "Quero Pensar (A Mulher de Bath)" | 2006 | Tom Zé                         | Estudando o Pagode                   |
| "Vaidade"                         | 2007 | —                              | Sete Pecados                         |
| "Maracangalha"                    | 2008 | Jair Oliveira e Jair Rodrigues | Sambistas                            |
| "Falsa Baiana"                    | 2008 | —                              | Sambistas                            |
| "Carinhoso"                       | 2008 | —                              | Sambistas                            |
| "The Samba Hit On Me"             | 2008 | —                              | Sambistas                            |
| "Não Deixe O Samba Morrer"        | 2010 | Sambô                          | Sambô                                |
| "Na Gatha Do Cajueiro"            | 2011 | —                              | The Rough Guide to Brazilian Café    |
| "Um Dia de Domingo"               | 2014 | Roberto Leal                   | Obrigado Brasil!                     |
| "Tendência"                       | 2016 | Jorge Aragão                   | Jorge Aragão Sambabook               |

## Filmografia

### Televisão
| Ano  | Título            | Personagem | Notas                   |
| ---- | ----------------- | ---------- | ----------------------- |
| 2004 | Celebridade       | Ela mesma  | Episódio: "20 de maio"  |
| 2005 | Fama              | Jurada     | Temporada 4             |
| 2015 | Verdades Secretas | Ela mesma  | Episódio: "6 de agosto" |
| 2020 | Dança dos Famosos | Jurada     | Temporada 17            |

### Cinema
| Ano  | Título | Personagem              |
| ---- | ------ | ----------------------- |
| 2020 | Soul   | Dorothea Williams (voz) |